# UEFA Europa League 2024-2025 (fase a eliminazione diretta)
La fase a eliminazione diretta della UEFA Europa League 2024-2025 si è disputata tra il 13 febbraio 2025 e il 21 maggio 2025. Hanno partecipato a questa fase della competizione 24 club: le due semifinaliste vincenti si sono sfidate nella finale di Bilbao (Spagna).

## Date
Tutti i sorteggi si svolgono presso il quartier generale dell'UEFA a Nyon (Svizzera).
| Turno            | Sorteggio                       | Andata                                        | Ritorno                                       |
| ---------------- | ------------------------------- | --------------------------------------------- | --------------------------------------------- |
| Spareggi         | 31 gennaio 2025, ore 13:00 CET  | 13 febbraio 2025                              | 20 febbraio 2025                              |
| Ottavi di finale | 21 febbraio 2025, ore 13:00 CET | 6 marzo 2025                                  | 13 marzo 2025                                 |
| Quarti di finale | 21 febbraio 2025, ore 13:00 CET | 10 aprile 2025                                | 17 aprile 2025                                |
| Semifinali       | 21 febbraio 2025, ore 13:00 CET | 1º maggio 2025                                | 8 maggio 2025                                 |
| Finale           | N.D.                            | 21 maggio 2025 allo stadio San Mamés (Bilbao) | 21 maggio 2025 allo stadio San Mamés (Bilbao) |

## Formato
Partecipano alla fase a eliminazione diretta 24 squadre: gli 8 club che si sono classificati dal primo all'ottavo posto nella fase campionato sono qualificati direttamente agli ottavi di finale, mentre i 16 club classificati dal nono al ventiquattresimo posto partecipano agli spareggi.
Ogni turno della fase a eliminazione diretta, eccetto la finale, viene disputato in gara doppia (andata e ritorno), in modo che ogni squadra possa giocare una gara in casa. Si qualifica al turno successivo la squadra che nel computo totale realizza più gol. Il 24 giugno 2021, l'UEFA ha approvato l'abolizione della regola dei gol in trasferta, che era stata usata dal 1965. Se al termine delle partite di andata e ritorno le due squadre hanno segnato in totale lo stesso numero di reti, il vincitore non è deciso da chi ha segnato più reti in trasferta, ma dalla disputa dei tempi supplementari. In caso di ulteriore parità, il vincitore è deciso tramite la disputa dei tiri di rigore. Nella finale, giocata in gara secca, se al termine dei tempi regolamentari il punteggio è di parità, si procede con la disputa dei tempi supplementari seguiti, eventualmente, dai tiri di rigore.

### Procedura del sorteggio
Nella fase a eliminazione diretta squadre della stessa Federazione possono affrontarsi in qualsiasi turno.
Il meccanismo dei sorteggi per ogni turno è il seguente:
- Nel sorteggio degli spareggi, le otto squadre che terminano la fase campionato nelle posizioni 9–16 sono teste di serie, mentre le otto squadre che terminano la fase campionato nelle posizioni 17–24 non sono teste di serie. Il sorteggio è diviso in quattro sezioni in base al predeterminato tabellone, con le squadre teste di serie in ogni sezione sorteggiate contro una delle loro due possibili avversarie non teste di serie. Le squadre teste di serie giocano la gara di ritorno in casa.
- Nel sorteggio per gli ottavi di finale, le otto squadre che terminano la fase campionato nelle posizioni 1–8 sono teste di serie, e le otto vincitrici degli spareggi non sono teste di serie. Il sorteggio è diviso in quattro sezioni in base al predeterminato tabellone, con le squadre teste di serie in ogni sezione sorteggiate contro una delle loro due possibili avversarie non teste di serie. Le squadre teste di serie giocano la gara di ritorno in casa.
- Nel sorteggio dei quarti di finale e delle semifinali, gli abbinamenti esatti delle partite sono predeterminati in base al tabellone. Si effettua un sorteggio solo per determinare quale squadra gioca la partita d'andata in casa. La vincitrice della prima semifinale è designata come squadra di casa per la finale per scopi amministrativi, giocata in campo neutro.

### Abbinamenti del tabellone
Gli abbinamenti del tabellone sono parzialmente prestabiliti, con uno schema simmetrico su entrambi i lati. Le posizioni delle squadre nel tabellone sono determinati dalla classifica finale nella fase campionato, assicurando che le squadre con un punteggio più alto affrontino avversari con un punteggio più basso nei turni precedenti. Pertanto, le prime due squadre della fase campionato non possono incontrarsi fino alla finale.
La struttura del tabellone è riassunta come segue, con gli abbinamenti esatti degli spareggi e degli ottavi di finale determinati da un sorteggio:
- Spareggi
  - Primo abbinamento: 9ª/10ª classificata contro 23ª/24ª classificata
  - Secondo abbinamento: 11ª/12ª classificata contro 21ª/22ª classificata
  - Terzo abbinamento: 13ª/14ª classificata contro 19ª/20ª classificata
  - Quarto abbinamento: 15ª/16ª classificata contro 17ª/18ª classificata
- Ottavi di finale
  - Abbinamento A: 1ª/2ª classificata contro la vincintrice del quarto abbinamento
  - Abbinamento B: 3ª/4ª classificata contro la vincitrice del terzo abbinamento
  - Abbinamento C: 5ª/6ª classificata contro la vincitrice del secondo abbinamento
  - Abbinamento D: 7ª/8ª classificata contro la vincitrice del primo abbinamento
- Quarti di finale
  - Primo abbinamento: vincitrice abbinamento A contro vincitrice abbinamento D
  - Secondo abbinamento: vincitrice abbinamento B contro vincitrice abbinamento C
- Semifinali: vincitrice primo abbinamento contro vincitrice secondo abbinamento

## Squadre
| Legenda                                      |
| -------------------------------------------- |
| Finalisti della UEFA Europa League 2024-2025 |
| Semifinalisti                                |
| Eliminati ai quarti di finale                |
| Eliminati agli ottavi di finale              |
| Eliminati agli spareggi                      |

| Squadre               | Coeff  |
| --------------------- | ------ |
| Lazio                 | 54.000 |
| Athletic Bilbao       | 17.897 |
| Manchester Utd        | 92.000 |
| Tottenham             | 54.000 |
| Eintracht Francoforte | 60.000 |
| Olympique Lione       | 44.000 |
| Olympiacos            | 48.000 |
| Rangers               | 63.000 |

| Squadre        | Coeff   |
| -------------- | ------- |
| Bodø/Glimt     | 28.000  |
| Anderlecht     | 14.500  |
| FCSB           | 10.500  |
| Ajax           | 67.000  |
| Real Sociedad  | 51.000  |
| Galatasaray    | 31.500  |
| Roma           | 101.000 |
| Viktoria Plzeň | 28.000  |

| Squadre              | Coeff  |
| -------------------- | ------ |
| Ferencváros          | 35.000 |
| Porto                | 77.000 |
| AZ Alkmaar           | 50.000 |
| Midtjylland          | 25.500 |
| Union Saint-Gilloise | 27.000 |
| PAOK                 | 37.000 |
| Twente               | 12.260 |
| Fenerbahçe           | 36.000 |

## Tabellone
|  | Spareggi             | Spareggi              | Spareggi | Spareggi |       |                  | Ottavi di finale      | Ottavi di finale | Ottavi di finale | Ottavi di finale |            |                 | Quarti di finale | Quarti di finale | Quarti di finale | Quarti di finale |           |   | Semifinali | Semifinali | Semifinali | Semifinali |  |  | Finale | Finale |
|  |                      |                       |          |          |       |                  |                       |                  |                  |                  |            |                 |                  |                  |                  |                  |           |   |            |            |            |            |  |  |        |        |
|  | AZ Alkmaar           | 4                     | 2        | 6        |       |                  | AZ Alkmaar            | 1                | 1                | 2                |            |                 |                  |                  |                  |                  |           |   |            |            |            |            |  |  |        |        |
|  | Galatasaray          | 1                     | 2        | 3        |       |                  | Tottenham             | 0                | 3                | 3                |            |                 |                  |                  |                  |                  |           |   |            |            |            |            |  |  |        |        |
|  | Galatasaray          | 1                     | 2        | 3        |       | Tottenham        | Tottenham             | 0                | 3                | 3                | 1          | 1               | 2                |                  |                  |                  |           |   |            |            |            |            |  |  |        |        |
|  |                      |                       |          |          |       |                  |                       |                  |                  |                  | 1          | 1               | 2                |                  |                  |                  |           |   |            |            |            |            |  |  |        |        |
|  |                      | Eintracht Francoforte | 1        | 0        | 1     |                  |                       |                  |                  |                  |            |                 |                  |                  |                  |                  |           |   |            |            |            |            |  |  |        |        |
|  | Union Saint-Gilloise | Eintracht Francoforte | 1        | 0        | 1     | 0                | 2                     | 2                | Ajax             | 1                | 1          | 2               |                  |                  |                  |                  |           |   |            |            |            |            |  |  |        |        |
|  | Union Saint-Gilloise |                       |          |          |       | 0                | 2                     | 2                | Ajax             | 1                | 1          | 2               |                  |                  |                  |                  |           |   |            |            |            |            |  |  |        |        |
|  | Ajax (dts)           | 2                     | 1        | 3        |       |                  | Eintracht Francoforte | 2                | 4                | 6                |            |                 |                  |                  |                  |                  |           |   |            |            |            |            |  |  |        |        |
|  | Ajax (dts)           | 2                     | 1        | 3        |       |                  |                       |                  |                  | 6                |            | Tottenham       | 3                | 2                | 5                |                  |           |   |            |            |            |            |  |  |        |        |
|  |                      |                       |          |          |       |                  |                       |                  |                  |                  |            |                 |                  |                  |                  |                  |           |   |            |            |            |            |  |  |        |        |
|  |                      | Bodø/Glimt            | 1        | 0        | 1     |                  |                       |                  |                  |                  |            |                 |                  |                  |                  |                  |           |   |            |            |            |            |  |  |        |        |
|  | Twente               | Bodø/Glimt            | 1        | 0        | 1     | 2                | 2                     | 4                |                  |                  | Bodø/Glimt | 3               | 1                | 4                |                  |                  |           |   |            |            |            |            |  |  |        |        |
|  | Twente               |                       |          |          |       | 2                | 2                     | 4                |                  |                  | Bodø/Glimt | 3               | 1                | 4                |                  |                  |           |   |            |            |            |            |  |  |        |        |
|  | Bodø/Glimt (dts)     | 1                     | 5        | 6        |       |                  | Olympiacos            | 0                | 2                | 2                |            |                 |                  |                  |                  |                  |           |   |            |            |            |            |  |  |        |        |
|  | Bodø/Glimt (dts)     | 1                     | 5        | 6        |       | Bodø/Glimt (dtr) | Olympiacos            | 0                | 2                | 2                | 2          | 1               | 3 (3)            |                  |                  |                  |           |   |            |            |            |            |  |  |        |        |
|  |                      |                       |          |          |       |                  |                       |                  |                  |                  | 2          | 1               | 3 (3)            |                  |                  |                  |           |   |            |            |            |            |  |  |        |        |
|  |                      | Lazio                 | 0        | 3        | 3 (2) |                  |                       |                  |                  |                  |            |                 |                  |                  |                  |                  |           |   |            |            |            |            |  |  |        |        |
|  | Ferencváros          | Lazio                 | 0        | 3        | 3 (2) | 1                | 0                     | 1                | Viktoria Plzeň   | 1                | 1          | 2               |                  |                  |                  |                  |           |   |            |            |            |            |  |  |        |        |
|  | Ferencváros          |                       |          |          |       | 1                | 0                     | 1                | Viktoria Plzeň   | 1                | 1          | 2               |                  |                  |                  |                  |           |   |            |            |            |            |  |  |        |        |
|  | Viktoria Plzeň       | 0                     | 3        | 3        |       |                  | Lazio                 | 2                | 1                | 3                |            |                 |                  |                  |                  |                  |           |   |            |            |            |            |  |  |        |        |
|  | Viktoria Plzeň       | 0                     | 3        | 3        |       |                  |                       |                  |                  |                  |            |                 |                  |                  |                  |                  | Tottenham | 1 |            |            |            |            |  |  |        |        |
|  |                      |                       |          |          |       |                  |                       |                  |                  |                  |            |                 |                  |                  |                  |                  |           |   |            |            |            |            |  |  |        |        |
|  |                      | Manchester Utd        | 0        |          |       |                  |                       |                  |                  |                  |            |                 |                  |                  |                  |                  |           |   |            |            |            |            |  |  |        |        |
|  | Fenerbahçe           | Manchester Utd        | 0        | 3        | 2     | 5                |                       |                  | Fenerbahçe       | 1                | 2          | 3 (2)           |                  |                  |                  |                  |           |   |            |            |            |            |  |  |        |        |
|  | Fenerbahçe           |                       |          | 3        | 2     | 5                |                       |                  | Fenerbahçe       | 1                | 2          | 3 (2)           |                  |                  |                  |                  |           |   |            |            |            |            |  |  |        |        |
|  | Anderlecht           | 0                     | 2        | 2        |       |                  | Rangers (dtr)         | 3                | 0                | 3 (3)            |            |                 |                  |                  |                  |                  |           |   |            |            |            |            |  |  |        |        |
|  | Anderlecht           | 0                     | 2        | 2        |       | Rangers          | Rangers (dtr)         | 3                | 0                | 3 (3)            | 0          | 0               | 0                |                  |                  |                  |           |   |            |            |            |            |  |  |        |        |
|  |                      |                       |          |          |       |                  |                       |                  |                  |                  | 0          | 0               | 0                |                  |                  |                  |           |   |            |            |            |            |  |  |        |        |
|  |                      | Athletic Bilbao       | 0        | 2        | 2     |                  |                       |                  |                  |                  |            |                 |                  |                  |                  |                  |           |   |            |            |            |            |  |  |        |        |
|  | Porto                | Athletic Bilbao       | 0        | 2        | 2     | 1                | 2                     | 3                | Roma             | 2                | 1          | 3               |                  |                  |                  |                  |           |   |            |            |            |            |  |  |        |        |
|  | Porto                |                       |          |          |       | 1                | 2                     | 3                | Roma             | 2                | 1          | 3               |                  |                  |                  |                  |           |   |            |            |            |            |  |  |        |        |
|  | Roma                 | 1                     | 3        | 4        |       |                  | Athletic Bilbao       | 1                | 3                | 4                |            |                 |                  |                  |                  |                  |           |   |            |            |            |            |  |  |        |        |
|  | Roma                 | 1                     | 3        | 4        |       |                  |                       |                  |                  | 4                |            | Athletic Bilbao | 0                | 1                | 1                |                  |           |   |            |            |            |            |  |  |        |        |
|  |                      |                       |          |          |       |                  |                       |                  |                  |                  |            |                 |                  |                  |                  |                  |           |   |            |            |            |            |  |  |        |        |
|  |                      | Manchester Utd        | 3        | 4        | 7     |                  |                       |                  |                  |                  |            |                 |                  |                  |                  |                  |           |   |            |            |            |            |  |  |        |        |
|  | PAOK                 | Manchester Utd        | 3        | 4        | 7     | 1                | 0                     | 1                |                  |                  | FCSB       | 1               | 0                | 1                |                  |                  |           |   |            |            |            |            |  |  |        |        |
|  | PAOK                 |                       |          |          |       | 1                | 0                     | 1                |                  |                  | FCSB       | 1               | 0                | 1                |                  |                  |           |   |            |            |            |            |  |  |        |        |
|  | FCSB                 | 2                     | 2        | 4        |       |                  | Olympique Lione       | 3                | 4                | 7                |            |                 |                  |                  |                  |                  |           |   |            |            |            |            |  |  |        |        |
|  | FCSB                 | 2                     | 2        | 4        |       | Olympique Lione  | Olympique Lione       | 3                | 4                | 7                | 2          | 4               | 6                |                  |                  |                  |           |   |            |            |            |            |  |  |        |        |
|  |                      |                       |          |          |       |                  |                       |                  |                  |                  | 2          | 4               | 6                |                  |                  |                  |           |   |            |            |            |            |  |  |        |        |
|  |                      | Manchester Utd (dts)  | 2        | 5        | 7     |                  |                       |                  |                  |                  |            |                 |                  |                  |                  |                  |           |   |            |            |            |            |  |  |        |        |
|  | Midtjylland          | Manchester Utd (dts)  | 2        | 5        | 7     | 1                | 2                     | 3                | Real Sociedad    | 1                | 1          | 2               |                  |                  |                  |                  |           |   |            |            |            |            |  |  |        |        |
|  | Midtjylland          |                       |          |          |       | 1                | 2                     | 3                | Real Sociedad    | 1                | 1          | 2               |                  |                  |                  |                  |           |   |            |            |            |            |  |  |        |        |
|  | Real Sociedad        | 2                     | 5        | 7        |       |                  | Manchester Utd        | 1                | 4                | 5                |            |                 |                  |                  |                  |                  |           |   |            |            |            |            |  |  |        |        |

## Partite

### Spareggi

#### Sorteggio
Il sorteggio è diviso in quattro urne, in base agli abbinamenti prestabiliti per la fase a eliminazione diretta. Le squadre sono assegnate in base alla loro posizione finale nella fase campionato. Le squadre classificate dalla nona alla sedicesima posizione sono teste di serie, e giocano le partite di ritorno in casa, mentre le squadre classificate dalla diciassettesima alla ventiquattresima posizione non sono teste di serie.
| 9ª/10ª classificata vs 23ª/24ª classificata | 9ª/10ª classificata vs 23ª/24ª classificata | 11ª/12ª classificata vs 21ª/22ª classificata | 11ª/12ª classificata vs 21ª/22ª classificata |
| Teste di serie                              | Non teste di serie                          | Teste di serie                               | Non teste di serie                           |
| ------------------------------------------- | ------------------------------------------- | -------------------------------------------- | -------------------------------------------- |
| Bodø/Glimt Anderlecht                       | Twente Fenerbahçe                           | FCSB Ajax                                    | Union Saint-Gilloise PAOK                    |

| 13ª/14ª classificata vs 19ª/20ª classificata | 13ª/14ª classificata vs 19ª/20ª classificata | 15ª/16ª classificata vs 17ª/18ª classificata | 15ª/16ª classificata vs 17ª/18ª classificata |
| Teste di serie                               | Non teste di serie                           | Teste di serie                               | Non teste di serie                           |
| -------------------------------------------- | -------------------------------------------- | -------------------------------------------- | -------------------------------------------- |
| Real Sociedad Galatasaray                    | AZ Alkmaar Midtjylland                       | Roma Viktoria Plzeň                          | Ferencváros Porto                            |

#### Risultati
| Squadra 1            | Totale | Squadra 2      | Andata | Ritorno     |
| -------------------- | ------ | -------------- | ------ | ----------- |
| Ferencváros          | 1 - 3  | Viktoria Plzeň | 1 - 0  | 0 - 3       |
| Twente               | 4 - 6  | Bodø/Glimt     | 2 - 1  | 2 - 5 (dts) |
| Union Saint-Gilloise | 2 - 3  | Ajax           | 0 - 2  | 2 - 1 (dts) |
| AZ Alkmaar           | 6 - 3  | Galatasaray    | 4 - 1  | 2 - 2       |
| Porto                | 3 - 4  | Roma           | 1 - 1  | 2 - 3       |
| Fenerbahçe           | 5 - 2  | Anderlecht     | 3 - 0  | 2 - 2       |
| PAOK                 | 1 - 4  | FCSB           | 1 - 2  | 0 - 2       |
| Midtjylland          | 3 - 7  | Real Sociedad  | 1 - 2  | 2 - 5       |

##### Andata
| Arbitro: | Giorgi Kruashvili |

|              |           |  |
| Abu Fani 23’ | Marcatori |  |

| Arbitro: | Donatas Rumšas |

|  |           |                         |
|  | Marcatori | 59’ Rasmussen 71’ Mokio |

| Arbitro: | Orel Grinfeld |

|           |           |                            |
| Buksa 38’ | Marcatori | 11’ (rig.) Méndez 31’ Kubo |

| Arbitro: | Nikola Dabanović |

|                                   |           |  |
| Tadić 11’ Džeko 42’ En-Nesyri 57’ | Marcatori |  |

| Arbitro: | Sebastian Gishamer |

|                                        |           |          |
| Ltaief 5’ Van Wolfswinkel 90+5’ (rig.) | Marcatori | 23’ Berg |

| Arbitro: | João Pinheiro |

|                                                            |           |            |
| Mijnans 12’ Parrott 37’ (rig.) Clasie 57’ Møller Wolfe 66’ | Marcatori | 20’ Sallai |

| Arbitro: | Lawrence Visser |

|             |           |                         |
| Samatta 21’ | Marcatori | 50’ Gheorghiță 60’ Dawa |

| Arbitro: | Tobias Stieler |

|           |           |             |
| Moura 67’ | Marcatori | 45+5’ Çelik |

##### Ritorno
| Arbitro: | Alejandro Hernández Hernández |

|                                                                                        |           |                                 |
| Høgh 56’ (rig.) Hilgers 90+2’ (aut.) Wembangomo 90+4’ Fet 111’ Verschueren 114’ (aut.) | Marcatori | 26’ (aut.) Sjøvold 90+6’ Steijn |

| Arbitro: | Anthony Taylor |

|                        |           |                        |
| Osimhen 56’ Sallai 70’ | Marcatori | 42’ Maikuma 55’ Kasius |

| Arbitro: | Matej Jug |

|                           |           |  |
| Cisotti 30’ Miculescu 81’ | Marcatori |  |

| Arbitro: | François Letexier |

|                             |           |                                  |
| Dybala 35’, 39’ Pisilli 83’ | Marcatori | 27’ Aghehowa 90+6’ (aut.) Rensch |

| Arbitro: | Jérôme Brisard |

|                                    |           |  |
| Jemelka 27’ Šulc 35’ Durosinmi 38’ | Marcatori |  |

| Arbitro: | Chris Kavanagh |

|                   |           |                                   |
| Taylor 93’ (rig.) | Marcatori | 16’ Mac Allister 28’ (rig.) David |

| Arbitro: | Serdar Gözübüyük |

|                                                               |           |                             |
| Méndez 5’ Sučić 18’, 45+2’ Oyarzabal 73’ (rig.) Óskarsson 90’ | Marcatori | 24’ (rig.) Buksa 38’ Osorio |

| Arbitro: | Sandro Schärer |

|                  |           |                          |
| Vázquez 19’, 55’ | Marcatori | 4’ En-Nesyri 63’ Akçiçek |

### Ottavi di finale

#### Sorteggio
Il sorteggio è diviso in quattro urne, in base agli abbinamenti prestabiliti per la fase a eliminazione diretta. Le squadre sono assegnate in base alla loro posizione finale nella fase campionato. Le squadre classificate dalla prima all'ottava posizione sono teste di serie, e giocano le partite di ritorno in casa, mentre le squadre vincitrici degli spareggi non sono teste di serie.
| 1ª/2ª classificata vs 15ª/16ª/17ª/18ª classificata | 1ª/2ª classificata vs 15ª/16ª/17ª/18ª classificata | 3ª/4ª classificata vs 13ª/14ª/19ª/20ª classificata | 3ª/4ª classificata vs 13ª/14ª/19ª/20ª classificata |
| Teste di serie                                     | Non teste di serie                                 | Teste di serie                                     | Non teste di serie                                 |
| -------------------------------------------------- | -------------------------------------------------- | -------------------------------------------------- | -------------------------------------------------- |
| Lazio Athletic Bilbao                              | Viktoria Plzeň Roma                                | Manchester Utd Tottenham                           | AZ Alkmaar Real Sociedad                           |

| 5ª/6ª classificata vs 11ª/12ª/21ª/22ª classificata | 5ª/6ª classificata vs 11ª/12ª/21ª/22ª classificata | 7ª/8ª classificata vs 9ª/10ª/23ª/24ª classificata | 7ª/8ª classificata vs 9ª/10ª/23ª/24ª classificata |
| Teste di serie                                     | Non teste di serie                                 | Teste di serie                                    | Non teste di serie                                |
| -------------------------------------------------- | -------------------------------------------------- | ------------------------------------------------- | ------------------------------------------------- |
| Eintracht Francoforte Olympique Lione              | Ajax FCSB                                          | Olympiacos Rangers                                | Bodø/Glimt Fenerbahçe                             |

#### Risultati
| Squadra 1      | Totale          | Squadra 2             | Andata | Ritorno     |
| -------------- | --------------- | --------------------- | ------ | ----------- |
| Viktoria Plzeň | 2 - 3           | Lazio                 | 1 - 2  | 1 - 1       |
| Bodø/Glimt     | 4 - 2           | Olympiacos            | 3 - 0  | 1 - 2       |
| Ajax           | 3 - 6           | Eintracht Francoforte | 1 - 2  | 1 - 4       |
| AZ Alkmaar     | 2 - 3           | Tottenham             | 1 - 0  | 1 - 3       |
| Roma           | 3 - 4           | Athletic Bilbao       | 2 - 1  | 1 - 3       |
| Fenerbahçe     | 3 - 3 (2-3 dtr) | Rangers               | 1 - 3  | 2 - 0 (dts) |
| FCSB           | 1 - 7           | Olympique Lione       | 1 - 3  | 0 - 4       |
| Real Sociedad  | 2 - 5           | Manchester Utd        | 1 - 1  | 1 - 4       |

##### Andata
| Arbitro: | Rade Obrenović |

|                     |           |  |
| Bergvall 18’ (aut.) | Marcatori |  |

| Arbitro: | Ivan Kružliak |

|                      |           |             |
| Oyarzabal 70’ (rig.) | Marcatori | 57’ Zirkzee |

| Arbitro: | Tobias Stieler |

|            |           |                                |
| Băluță 68’ | Marcatori | 30’ Tagliafico 86’, 89’ Fofana |

| Arbitro: | Alejandro Hernández Hernández |

|           |           |                           |
| Djiku 30’ | Marcatori | 7’ Dessers 42’, 81’ Černý |

| Arbitro: | Donatas Rumšas |

|               |           |                             |
| Durosinmi 53’ | Marcatori | 18’ Romagnoli 90+8’ Isaksen |

| Arbitro: | Mykola Balakin |

|                                   |           |  |
| Tzolakīs 13’ (aut.) Høgh 45’, 55’ | Marcatori |  |

| Arbitro: | Simone Sozza |

|             |           |                        |
| Brobbey 10’ | Marcatori | 27’ Larsson 70’ Skhiri |

| Arbitro: | Sandro Schärer |

|                               |           |                 |
| Angeliño 56’ Shomurodov 90+3’ | Marcatori | 50’ I. Williams |

##### Ritorno
| Arbitro: | Danny Makkelie |

|               |           |          |
| Romagnoli 77’ | Marcatori | 52’ Šulc |

| Arbitro: | Felix Zwayer |

|                   |           |          |
| Jaremčuk 53’, 65’ | Marcatori | 36’ Høgh |

| Arbitro: | Irfan Peljto |

|                                      |           |            |
| Bahoya 7’ Götze 25’, 82’ Ekitike 67’ | Marcatori | 78’ Taylor |

| Arbitro: | Clément Turpin |

|                                      |           |                      |
| N. Williams 45+3’, 82’ Berchiche 68’ | Marcatori | 90+3’ (rig.) Paredes |

| Arbitro: | João Pinheiro |

|                               |           |                 |
| Odobert 26’, 74’ Maddison 48’ | Marcatori | 63’ Koopmeiners |

| Arbitro: | Benoît Bastien |

|                                                   |           |                      |
| Fernandes 16’ (rig.), 50’ (rig.), 87’ Dalot 90+1’ | Marcatori | 10’ (rig.) Oyarzabal |

| Arbitro: | Anthony Taylor |

|                                     |           |  |
| Mikautadze 14’, 47’ Nuamah 37’, 88’ | Marcatori |  |

| Arbitro: | Espen Eskås |

|                               |                      |                               |
|                               | Marcatori            | 45’, 73’ Szymański            |
| Tavernier Černý Hagi Lawrence | Tiri di rigore 3 – 2 | Tadić Džeko Djiku Fred Yandaş |

### Quarti di finale

#### Risultati
| Squadra 1       | Totale          | Squadra 2             | Andata | Ritorno     |
| --------------- | --------------- | --------------------- | ------ | ----------- |
| Bodø/Glimt      | 3 - 3 (3-2 dtr) | Lazio                 | 2 - 0  | 1 - 3 (dts) |
| Tottenham       | 2 - 1           | Eintracht Francoforte | 1 - 1  | 1 - 0       |
| Rangers         | 0 - 2           | Athletic Bilbao       | 0 - 0  | 0 - 2       |
| Olympique Lione | 6 - 7           | Manchester Utd        | 2 - 2  | 4 - 5 (dts) |

##### Andata
| Arbitro: | Michael Oliver |

|                  |           |  |
| Saltnes 47’, 69’ | Marcatori |  |

| Arbitro: | Szymon Marciniak |

|           |           |            |
| Porro 26’ | Marcatori | 6’ Ekitike |

| Arbitro: | Glenn Nyberg |

|                         |           |                        |
| Almada 26’ Cherki 90+5’ | Marcatori | 45+5’ Yoro 88’ Zirkzee |

| Glasgow 10 aprile 2025, ore 21:00 CEST ritorno → | Rangers       | 0 – 0 referto | Athletic Bilbao | Ibrox Stadium (49 922 spett.)\| Arbitro: \| István Kovács \| |
| Arbitro:                                         | István Kovács |               |                 |                                                              |

##### Ritorno
| Arbitro: | Daniel Siebert |

|                                           |                      |                          |
| Castellanos 21’ Noslin 90+3’ Dia 100’     | Marcatori            | 109’ Helmersen           |
| Dia Tchaouna Noslin Guendouzi Castellanos | Tiri di rigore 2 – 3 | Hauge Fet Sørli Moe Berg |

| Arbitro: | Davide Massa |

|  |           |                    |
|  | Marcatori | 43’ (rig.) Solanke |

| Arbitro: | Sandro Schärer |

|                                                                         |           |                                                              |
| Ugarte 10’ Dalot 45+1’ Fernandes 114’ (rig.) Mainoo 120’ Maguire 120+1’ | Marcatori | 71’ Tolisso 78’ Tagliafico 105’ Cherki 110’ (rig.) Lacazette |

| Arbitro: | Irfan Peljto |

|                                     |           |  |
| Sancet 45+4’ (rig.) N. Williams 80’ | Marcatori |  |

### Semifinali

#### Risultati
| Squadra 1       | Totale | Squadra 2      | Andata | Ritorno |
| --------------- | ------ | -------------- | ------ | ------- |
| Tottenham       | 5 - 1  | Bodø/Glimt     | 3 - 1  | 2 - 0   |
| Athletic Bilbao | 1 - 7  | Manchester Utd | 0 - 3  | 1 - 4   |

##### Andata
| Arbitro: | José María Sánchez Martínez |

|                                            |           |             |
| Johnson 1’ Maddison 34’ Solanke 61’ (rig.) | Marcatori | 83’ Saltnes |

| Arbitro: | Espen Eskås |

|  |           |                                        |
|  | Marcatori | 30’ Casemiro 37’ (rig.), 45’ Fernandes |

##### Ritorno
| Arbitro: | Maurizio Mariani |

|  |           |                       |
|  | Marcatori | 63’ Solanke 69’ Porro |

| Arbitro: | Daniel Siebert |

|                                           |           |                |
| Mount 72’, 90+1’ Casemiro 80’ Højlund 85’ | Marcatori | 31’ Jauregizar |

### Finale
| Arbitro: | Felix Zwayer |

|             |           |  |
| Johnson 42’ | Marcatori |  |